# Маклафлин, Морис
Морис Эванс Маклафлин (Маклофлин; англ. Maurice Evans McLoughlin; 7 января 1890, Карсон-Сити, Невада — 10 декабря 1957, Хермоса-Бич, Калифорния) — американский теннисист, первая ракетка мира 1914 года среди любителей. Маклафлин дважды подряд выигрывал чемпионат США в одиночном разряде и трижды подряд в парном, а также был финалистом Уимблдонского турнира и обладателем Кубка Дэвиса 1913 года в составе сборной команды США. Член Международного зала теннисной славы с 1957 года.

## Игровая карьера

### Начало карьеры
Морис Эванс Маклафлин родился в 1890 году в Неваде в семье работника монетного двора, в которой он стал четвёртым из пяти детей. В 1898 году семья переехала в Филадельфию, а оттуда в 1903 году в Сан-Франциско, где в средней школе Лоуэлла Морис и начал заниматься теннисом. Вскоре Морис привлёк к себе внимание Сиднея Марвина, основателя Молодёжного теннисного клуба в Голден-Гейт-парке. Именно в клубе Марвина выкристаллизовалась будущая манера игры Маклафлина; в 1915 году он посвятит Марвину свою книгу «Теннис, в который я играю» (англ. Tennis As I Play It). На быстрых бетонных и асфальтовых кортах Калифорнии Маклафлин вырос в стремительного агрессивного игрока с пушечной подачей и любовью к игре у сетки — в будущем такой стиль игры назовут «serve-and-volley».
Уже в сентябре 1907 года, ещё формально считаясь юниором, Маклафлин выиграл престижный чемпионат Тихоокеанского побережья в одиночном разряде, в финале в пяти сетах переиграв действующего чемпиона — другого молодого сан-францисского теннисиста Мела Лонга. В том же году он стал также чемпионом Сан-Франциско, в дальнейшем успешно защищая это звание на протяжении пяти лет подряд. В 1908 году Маклафлин выиграл и чемпионат штата Калифорния, также обыграв в финале Лонга.

### На пути к титулу чемпиона США
Соперничество Лонга и Маклафлина на Западном побережье продолжалось ещё несколько лет. Однако в 1909 году они вместе с ещё тремя теннисистами-мужчинами (в число которых входил партнёр Маклафлина по парному разряду Том Банди) и Хейзел Хочкисс впервые отправились на национальный чемпионат США, в те годы проходивший в ньюпортском казино. Из всей калифорнийской делегации Маклафлин оказался наиболее удачливым, дойдя до финала турнира претендентов, победитель которого должен был встречаться с действующим чемпионом в матче за титул. Быстрая, силовая манера игры гостей произвела впечатление на ньюпортскую публику, привыкшую к неторопливому «джентльменскому» стилю игры. В четвёртом круге, когда жребий свёл Маклафлина и Лонга, под их матч был в знак гостеприимства отведён центральный корт. Маклафлин вспоминал, что его встретило постоянное гудение трибун, где собрался свет местного общества, рассматривавший чемпионат США скорей как место для общения и обращавший мало внимания на саму игру. Однако по ходу матча этот гул стал стихать, и к его концу «можно было услышать, как муха пролетит».
В финале турнира претендентов Маклафлин уступил в четырёх сетах пенсильванцу Уильяму Клотье, который затем в свою очередь проиграл матч за титул Уильяму Ларнеду. Позже в том же году Маклафлин, добавивший к своему прозвищу «Ред» («Рыжий») более почётное «Калифорнийская Комета», со сборной США отправился в Сидней на финальный матч Международного Кубка вызова (в дальнейшем известного как Кубок Дэвиса). Там, однако, молодая американская сборная не смогла на равных противостоять команде Австралазии, за которую выступали Тони Уилдинг и Норман Брукс.
В 1910 году Маклафлин проиграл на чемпионате США уже в четвертьфинале Билсу Райту, но через год взял у него реванш в финале турнира претендентов, чтобы встретиться в раунде вызова с Уильямом Ларнедом. Ларнед в свои 38 лет к этому моменту был шестикратным чемпионом США, в том числе четыре раза подряд выигрывая раунд вызова с 1907 года. Он сумел сохранить титул и на этот раз, победив молодого калифорнийца в трёх сетах и показав, что его арсенала, состоявшего главным образом из сильной подачи и дальнейшей игры у сетки, всё ещё мало для чемпионского звания. Вспоминая об этом матче, Маклафлин называл его «уроком того, как хорошо можно играть в эту игру». По итогам сезона он занял во внутреннем американском рейтинге третье место.

### Пик карьеры
Маклафлин наконец добился успеха в 1912 году. После уже третьей победы в чемпионате Тихоокеанского побережья он затем выиграл турнир Longwood Bowl в Бостоне (став его первым победителем-калифорнийцем) и турнир в Чикаго. В Ньюпорте на чемпионате США в этот год поменялись правила: раунд вызова был отменён, и стареющий чемпион Ларнед решил не проходить всю турнирную сетку ради сохранения титула. В отсутствие Ларнеда Маклафлин стал чемпионом США, за всю дистанцию испытав трудности только дважды — в четвертьфинале против Р. Норриса Уильямса и в финале против Уолласа Джонстона, отыгравшись в последнем после счёта 2:0 по сетам в пользу соперника (что также произошло в финале чемпионата США впервые). Помимо этого Маклафлин в паре с Банди завоевал чемпионское звание и в мужском парном разряде.
В 1913 году Маклафлин в составе сборной США победил на родной земле ослабленную сборную Австралазии и отправился со сборной в Лондон на финальные матчи Международного Кубка вызова. В их преддверии он единственный раз в карьере принял участие в Уимблдонском турнире, выиграв семь матчей турнира претендентов и встретившись в игре за титул с действующим трёхкратным чемпионом Тони Уилдингом. В этом поединке Уилдинг сумел взять верх в трёх сетах, хотя в каждом из них шла упорная борьба — матч закончился со счётом 8-6, 6-3, 10-8, причём в первой партии Маклафлин не сумел реализовать сет-бол. После этого американская сборная обыграла в Международном Кубке вызова соперников из Германии и Канады и встретилась в финале с действующими обладателями кубка — командой Британских островов. Свою первую игру с ирландцем Джеймсом Парком Маклафлин проиграл в пяти сетах, но Норрис Уильямс отыграл очко, победив Чарльза Диксона. Во второй день матча в игре пар Маклафлин и Гарольд Хаккетт проигрывали своим британским визави 2:1 по сетам и 5:4 в четвёртом сете. На подаче Маклафлина при счёте 30-40 (матч-бол у британцев) у него сломалась ракетка и мяч ушёл за пределы корта. Сменив ракетку, он, однако, сумел подать второй мяч навылет. В дальнейшем американцы отыграли ещё один матч-бол и переломили ход поединка, выиграв и этот сет и следующий. Уильямс, сидевший в это время на трибуне рядом с экс-чемпионом США Бобом Ренном, вспоминал, что за последний сет тот «изжевал в клочья совершенно целую соломенную шляпу». На третий день Маклафлин поставил в матче победную точку, обыграв Диксона и принеся американцам первый Кубок вызова с 1902 года. После этого он во второй раз подряд выиграл чемпионат США как в одиночном разряде, отдав соперникам при этом всего один сет за семь матчей, так и в паре с Банди. По итогам года Маклафлин был назван теннисистом номер один в США.
Пиком карьеры Маклафлина историки тенниса Бад Коллинз и Роджер Онсорг называют его участие в финале Кубка вызова на следующий год. Хотя американцы проиграли этот матч прибывшей на него в своём сильнейшем составе команде Австралазии (игроки которой Уилдинг и Брукс только что разыграли между собой финал Уимблдонского турнира), сам Маклафлин сумел победить в обеих своих одиночных встречах в присутствии 14 тысяч зрителей на стадионе Форест-Хилс в Нью-Йорке. Вначале он обыграл Нормана Брукса в трёх сетах, первый из которых тянулся до счёта 17-15, а затем в завершающей игре матча победил Уилдинга в четырёх. Эта игра, однако, уже ничего не решала, поскольку к этому моменту австралазийская команда выиграла матч, победив в том числе и в игре пар против Маклафлина и Банди. После этого Маклафлин уже не смог в третий раз подряд выиграть чемпионат США в одиночном разряде, уступив в финале Норрису Уильямсу, хотя в парах они с Банди завоевали свой третий титул (ни Уилдинг, ни Брукс в турнире не участвовали, так как с началом войны спешно отправились домой). По итогам сезона Маклафлин был признан лучшим теннисистом не только США, но и мира, заняв первую строчку в рейтинге, составлявшемся теннисным обозревателем газеты Daily Telegraph Артуром Уоллисом Майерсом.

### Завершение выступлений
Поскольку Соединённые Штаты вступили в мировую войну только в 1917 году, Морис Маклафлин продолжал ещё два года выступать на внутренней арене. В 1915 году он в пятый раз подряд дошёл до финала чемпионата США, к этому времени перенесённого из Ньюпорта в Нью-Йорк, но по пути отдал несколько сетов достаточно слабым соперникам, и комментаторы отмечали отсутствие огня в его игре. В финале Маклафлин проиграл 20-летнему Биллу Джонстону, также выходцу из Калифорнии, в том числе отдав один сет всухую — 1-6, 6-0, 7-5, 10-8. Джонстон и Кларенс Гриффин победили Маклафлина и Банди также и в парном финале, и по итогам года «Калифорнийская Комета» опустился в национальном рейтинге до третьей позиции, уступив не только Джонстону, но и Норрису Уильямсу. В этом году увидела свет автобиография Маклафлина «Теннис, в который я играю». Согласно «Историческому теннисному словарю» Джона Грассо, есть подозрение, что эта книга, хотя и вышла под именем Маклафлина, была на самом деле написана будущим Нобелевским лауреатом Синклером Льюисом.
На следующий год спад формы Маклафлина приобрёл уже катастрофические масштабы. Он отказался от участия в чемпионате Западного побережья в одиночном разряде, сыграв только в парах, а на чемпионате США выбыл из борьбы уже в четвёртом круге. В парах (где с ним на этот раз выступал Уорд Доусон) Маклафлин в пятый раз подряд дошёл до финала, но там снова проиграл. На этом его участие в теннисных турнирах практически завершилось, и он переключился на гольф. Существует мнение, что активная манера игры и высочайшее напряжение в играх Кубка вызова оказались непосильной нагрузкой для здоровья Маклафлина, и «комета» просто выгорела после 1914 года.

### Участие в финалах чемпионата США и Уимблдонского турнира
| Результат | Год  | Турнир              | Соперник в финале     | Счёт в финале           |
| --------- | ---- | ------------------- | --------------------- | ----------------------- |
| Поражение | 1911 | Чемпионат США       | Уильям Ларнед         | 4-6, 4-6, 2-6           |
| Победа    | 1912 | Чемпионат США       | Уоллас Джонсон        | 3-6, 2-6, 6-2, 6-4, 6-2 |
| Поражение | 1913 | Уимблдонский турнир | Тони Уилдинг          | 6-8, 3-6, 8-10          |
| Победа    | 1913 | Чемпионат США (2)   | Ричард Норрис Уильямс | 6-4, 5-7, 6-3, 6-1      |
| Поражение | 1914 | Чемпионат США (2)   | Ричард Норрис Уильямс | 3-6, 6-8, 8-10          |
| Поражение | 1915 | Чемпионат США (3)   | Билл Джонстон         | 6-1, 0-6, 5-7, 8-10     |

| Результат | Год  | Турнир            | Партнёр       | Соперники в финале              | Счёт в финале           |
| --------- | ---- | ----------------- | ------------- | ------------------------------- | ----------------------- |
| Поражение | 1909 | Чемпионат США     | Джордж Джейнс | Фред Александер Гарольд Хаккетт | 4-6, 4-6, 0-6           |
| Победа    | 1912 | Чемпионат США     | Том Банди     | Реймонд Литтл Гас Тучард        | 3-6, 6-2, 6-1, 7-5      |
| Победа    | 1913 | Чемпионат США (2) | Том Банди     | Кларенс Гриффин Джон Страчан    | 6-4, 7-5, 6-1           |
| Победа    | 1914 | Чемпионат США (3) | Том Банди     | Дин Мати Джордж Чёрч            | 6-4, 6-2, 6-4           |
| Поражение | 1915 | Чемпионат США (2) | Том Банди     | Кларенс Гриффин Билл Джонстон   | 6-2, 3-6, 4-6, 6-3, 3-6 |
| Поражение | 1916 | Чемпионат США (3) | Уорд Доусон   | Кларенс Гриффин Билл Джонстон   | 4-6, 3-6, 7-5, 3-6      |

## Дальнейшая жизнь
В 1917 году, со вступлением США в мировую войну, Маклафлин был мобилизован во флот, но, по-видимому, не принимал значительного участия в военных действиях. В мае 1918 года он женился на Хелен Мирс из богатой чикагской семьи и поселился с ней в Пасадине. На следующий год он в последний раз принял участие в чемпионате США, безоговорочно проиграв в четвертьфинале Норрису Уильямсу. После этого Маклафлин сосредоточился на торговле недвижимостью и другой предпринимательской деятельности. Хелен родила ему сына и двух дочерей.
В 1929 году в результате биржевого краха Маклафлины потеряли все свои сбережения. Им пришлось переехать из Пасадины в Хермоса-Бич, где они жили в коттедже, принадлежавшем семье Хелен. Морис был вынужден отказаться от светского образа жизни и устроился на работу в North American Aviation, а позже в Northrop Aircraft. В декабре 1941 года, после вступления США во Вторую мировую войну Маклафлин, которому уже исполнился 51 год, снова пошёл добровольцем в вооружённые силы, но, по-видимому, снова остался в стороне от активных боевых действий.
В 1957 году имя Мориса Маклафлина было включено в списки Национального (позже Международного) зала теннисной славы. Он умер в Хермоса-Бич через несколько месяцев после этого в возрасте 67 лет.